# Manoel Figueiredo Castro
Manoel Figueiredo Castro (Salvador, 3 de maio de 1942) é um economista e político brasileiro, ligado ao carlismo.

## Biografia
Formado em Economia pela Universidade Federal da Bahia, em 1964, ocupou diversos cargos particulares, como diretor e presidente do Clube dos Funcionários do Citibank em Salvador (1959-1962) e técnico em Problemas de Desenvolvimento Econômico da Comissão Econômica para a América Latina (CEPAL) (1965).
Foi aliado de Antônio Carlos Magalhães, que quando governador da Bahia o nomeou presidente da Empresa de Turismo da Bahia S.A. (Bahiatursa) (1971-1975) e secretário da Indústria e Comércio (1979-1983). Abandonou a secretaria em fevereiro de 1983 para ser nomeado prefeito de Salvador, pelo próprio ACM, e foi confirmado pelo governador seguinte, João Durval, para o período de 1983 a 1986. Foi o último prefeito nomeado da capital baiana, transmitindo o cargo a Mário Kertész em 1 de janeiro de 1986.
Elegeu-se deputado federal pelo PFL por quatro vezes consecutivas, entre 1986 e 1998. Candidatou-se à prefeitura de Salvador em 1988 e 1992, sendo que neste último ano foi derrotado no segundo turno por Lídice da Mata. Renunciou ao mandato de deputado federal na legislatura 1999-2003, para assumir o cargo de conselheiro do Tribunal de Contas do Estado da Bahia, em 23 de outubro de 2000. Presidiu o tribunal entre 2002 e 2005 e foi o seu presidente, referente ao biênio 2008-2009.